# Съешь документ
«Съешь документ» (англ. Eat the Document) — документальный фильм о концертном туре Боба Дилана по Европе в 1966 году с группой The Hawks. Фильм был снят под руководством Дилана Донном Пеннебейкером, запечатлевшим хронику его Британского тура 1965 года в новаторском документальном фильме «Не оглядывайся назад». Первоначально фильм был заказан телекомпанией ABC.
Несмотря на завершение съемочного процесса, монтаж фильма отложили из-за мотоциклетной аварии, в которую Дилан попал в июле 1966 года. После восстановления он сам смонтировал фильм. Однако, ABC отвергла картину как малопонятную для широкой аудитории. 
Фильм никогда не выпускался для домашнего просмотра, и редко транслируется в кинотеатрах. Часть отснятого материала была использована Мартином Скорсезе для документального фильма 2005 года «Нет пути назад: Боб Дилан».

## Предыстория и производство
Согласно книге Говарда Суизи «Down the Highway: The Life of Bob Dylan», после аварии на мотоцикле в июле 1966 года, Дилан пересмотрел отдельный материал отснятый Пеннебейкером и Бобом Нойвиртом, и посчитал, что он был слишком похож на тот, который был представлен в фильме «Не оглядывайся назад». Несмотря на отсутствие практики в кинопроизводстве, Дилан решил сам повторно отредактировать фильм, с помощью давнего друга Говарда Алка, и помощника редактора Гордона Куинна, одного из основателей компании Kartemquin Films. Пеннебейкер заявил: «Это не то, чему вы можете научиться паркуя машины в гараже. Вы должны знать кое-какие правила, а он не знал ни одного». В итоге, версия Дилана и Алка была показана телекомпании ABC, которая сразу отвергла картину под предлогом того, что она была непонятна широкой аудитории.

## Сюжет
Фильм включает кадры со «знаменитого» концерта в Зале свободной торговли в Манчестере, где во время электрического сета Дилана с группой The Hawks (позже ставших The Band), один из зрителей выкрикнул: «Иуда!». В фильм были включены такие песни, как «Tell Me, Momma», «I Don't Believe You (She Acts Like We Never Have Met)», «Ballad of a Thin Man», и «One Too Many Mornings», исполненные на разных концертах тура. Также в фильм вошла сцена Дилана с Робби Робертсоном, пишущих и работающих над новыми песнями, многие из которых до сих пор остаются невыпущенными и неопубликованными, и сцена, где Дилан, дуэтом с Джонни Кэшом, исполняет на пианино песню Кэша «I Still Miss Someone».

### Сцена с Джоном Ленноном
Некоторые бутлег-версии фильма включают длинную сцену с Диланом и Джоном Ленноном, возможно находящимися в состоянии алкогольного или наркотического опьянения, в поездке на лимузине 27 мая 1966 года. Так как Дилан показывал признаки усталости, Леннон побуждал его взять себя в руки: «Ты страдаешь от боли в глазах, лба в складках, или вьющихся волос? Прийми Zimdawn!... Ну же, парень, это всего лишь фильм. Соберись!».
Позже, во время интервью журналу Rolling Stone Леннон вспоминал, что он и Дилан были «оба под кайфом, а все эти фрики бегали вокруг нас… Я нервничал до усрачки, ведь был на его территории».

## Выпуск на бутлеге
Фильм никогда не был выпущен в кинотеатрах или на VHS и DVD, но получил несанкционированные бутлег-копии среди коллекционеров творчества Дилана. 

## Дополнительные факты
Некоторый концертный материал снятый для фильма (включая сцену с выкриком «Иуда» на концерте в Манчестере), был использовал Мартином Скорсезе для документального фильма о Дилане "Нет пути назад: Боб Дилан"
В фильме Тодда Хейнса «Меня здесь нет», выпущенном в 2008 году, есть намёк на поездку в лимузине с Ленноном, где роль Боба Дилана играет Кейт Бланшетт.